# 楊生·愛諾德
楊生·愛諾德（德語：Arnold Janssen，1837年11月5日—1909年1月15日）是天主教神父及傳教士，為天主教修會聖言會、聖神婢女傳教會、以及聖神婢女永禱會的創辦人，其後由聖座追封為真福者及聖人。

## 大事記
- 1837.11.5：生於閔斯特教區。
- 1849-1864：求學於蓋斯同克小修院，波昂，閔斯特讀數學和自然科學，於閔斯特讀神學。
- 1861.8.15：於閔斯特晉升神父。
- 1861-1873：於伯荷特中學任教。
- 1869：擔任閔斯特教區宗徒祈禱善會指導神父。
- 1874.1：出刊耶穌聖心小通訊月刊
- 1875.9.8：於荷蘭史泰爾成立聖言會
- 1879.3.2：派遣第一批傳教士至中國（安治泰、福若瑟）。
- 1884-1886：第一屆總會代表大會，聖言會成為正式修會（聖座承認）。
- 1888-1904：於歐洲增建五會院，羅馬聖來福會院，維也納及莫得林聖嘉博會院，塞肋西亞聖十架會院，薩爾聖文德會院，畢紹夫豪芬聖魯伯特會院。
- 1889.12.4：創立聖神婢女傳教會。
- 1882-1909：承擔在中國、阿根廷、多哥、巴西、新幾內亞、智利、美國、日本、巴拉圭、菲律賓的傳教工作。
- 1896.12.8：創立聖神婢女永禱會。
- 1900.1.15：教廷欽定聖言會正式命名成立（授予拉丁名）。
- 1908.10.28：批准在美國·台克尼建立會院。
- 1909.1.15：逝世於荷蘭史泰爾。

## 參照
1. ↑  .   [2016-10-26]. （原始内容存档于2016-10-26）.

- 聖言的傳播者，真福楊生神父傳。羅伊泰著，薛原譯。聖言會出版
- 天國的拓荒者 ISBN 962380007X 道生出版
- 聖言會的軌跡 聖言會出版
- F.Schwager,Arnold Janssen. Hamm 1910. 52 Seiten；english:F.Schwager-F.J. Tschan, Arnold Janssen. Techny 1914 136 pp.
- H. Hummeler, P.Arnold Janssen. Steyl 1957. 103 S.
- H.Drenkelfort, P. Arnold Janssen. St. Augustin 1975. 171 S. 1977
- U.Haltermann, A. Janssen. Ein Glaubender geht seinen Weg. Nettetal 1984 83 S.
- E.Edwords, Arnold Janssen - Herald of the World. Teedhny 1951. 234 pp.

## 外部連結
聖言會在台灣 （页面存档备份，存于）
聖言會全球 （页面存档备份，存于）